# بريندان ألين
بريندان ألين (بالإنجليزية: Brendan Allen؛ مواليد 28 ديسمبر 1995) هو مُقاتل فنون قتالية مختلطة أمريكي.

## وصلات خارجية
- بريندان ألين على موقع يو إف سي (الإنجليزية)
- بريندان ألين على موقع شيردوغ (الإنجليزية)
- بريندان ألين على موقع Tapology.com (الإنجليزية)
- بريندان ألين على موقع فايت ماتريكس (الإنجليزية)